# Phalacrus substriatus
Phalacrus substriatus är en skalbaggsart som beskrevs av Leonard Gyllenhaal 1813. Phalacrus substriatus ingår i släktet Phalacrus, och familjen sotsvampbaggar. Arten är reproducerande i Sverige.